# Abraham Polak
Abraham Nahum Polak vel Poliak (ur. 2 września 1910 w Oczakowie, zm. 5 marca 1970 w Tel Awiwie) – izraelski historyk, profesor historii średniowiecznej i twórca Katedry Studiów Bliskiego Wschodu na Uniwersytecie Telawiwskim. Zajmował się badaniem dziejów Żydów i Arabów oraz innych narodów muzułmańskich i afrykańskich oraz Królestwa Chazarii.

## Życiorys

### Dzieciństwo i emigracja do Izraela
Abraham Nahum Polak urodził się 2 września 1910 w należącym wówczas do carskiej Rosji (obecnie Ukraina) Oczakowie, leżącym przy ujściu estuarium Dniepru i Bohu do Morza Czarnego. Informacje o jego rodzinie są skąpe – o ojcu, Nahumie Polaku, nie wiadomo w zasadzie nic; matką była Miriam Mindel z domu Serebreny (ur. 1 kwietnia 1872 w Chersoniu; zm. 17 stycznia 1958 w Tel Awiwie); starszym bratem Abrahama był Menasze Polak (ur. 1895; zm. 6 września 1961 w Hajfie).
Dzieciństwo Polaka przebiegało w cieniu rewolucyjnego i powojennego chaosu panującego w Rosji. Nie uczęszczał do szkoły powszechnej, lecz pobierał nauki u prywatnych nauczycieli.
W roku 1923 wyemigrował wraz z matką i bratem do Palestyny, gdzie przybył 25 listopada tegoż roku na pokładzie płynącego z Konstantynopola włoskiego liniowca SS „Brasile”. Zamieszkał wraz z rodziną w Hajfie, gdzie w latach 1924-1929 uczęszczał do renomowanej Hebrajskiej Szkoły Realnej, uzyskując średnie wykształcenie.

### Studia i pierwsze publikacje
W roku 1930 Abraham Polak przeniósł się do Jerozolimy, by podjąć studia na Wydziale Nauk Humanistycznych Uniwersytetu Hebrajskiego. Jednocześnie w latach 1930–1931 studiował historię biblijną we Francuskiej Szkole Biblijnej i Archeologicznej w Jerozolimie. Jeszcze jako student publikował w latach 1930-1931 profesjonalne artykuły w najbardziej poczytnym wówczas izraelskim dzienniku „Dawar”: Pod panowaniem krzyżowców w kraju Izraela (1930); Jak opustoszały ziemie Izraela (1930); Mniejszości narodowe w Iraku (1932); Współczesna literatura arabska (1933).
W roku 1934 ukończył studia, uzyskując dyplom magistra nauk humanistycznych w specjalności kultura islamu. Kolejne dwa lata poświęcił na pisanie na Uniwersytecie Hebrajskim rozprawy doktorskiej. Promotorem jego dysertacji, zatytułowanej Dzieje stosunków gruntowych w Egipcie, Syrii i w kraju Izraela u schyłku średniowiecza i w czasach nowożytnych, był wybitny specjalista w dziedzinie sztuki i archeologii Bliskiego Wschodu i późniejszy rektor Uniwersytetu Hebrajskiego prof. Leo Arie Mayer. Tytuł doktora filozofii (Ph.D.) Abraham Polak uzyskał po obronie swej rozprawy w roku 1936. Po uzyskaniu tytułu pozostał w Jerozolimie prowadząc „prace badawcze na Uniwersytecie Hebrajskim i w ramach Agencji Żydowskiej”.

### Publikacje w Izraelu i na świecie
Wiele publikacji Abrahama Polaka ukazało się w wydawnictwach zagranicznych. Pierwszą z nich pt. Les révoltes populaires en Égypte á l’epoque des mamelouks et leurs causes économiques, zamieścił w roku 1934 paryski „Revue des Études Islamiques”, w którym do roku 1938 opublikowano jeszcze trzy inne jego prace. Od roku 1937 Polak był już członkiem szacownego brytyjskiego Royal Asiatic Society, a w roku 1939 uzyskał nagrodę tego Towarzystwa za swe badania nad feudalizmem na Bliskim Wschodzie, których wyniki opublikowano w tymże roku w Londynie w pracy Feudalism in Egypt, Syria, Palestine, and the Lebanon, 1250–1900. Zdaniem członków jury autor „postanowił stworzyć zwarty opis systemów feudalnych w Egipcie, Syrii, Palestynie i Libanie i przedstawić nam listę podstawowych terminów technicznych używanych w odnoszących się do nich źródłach arabskich [...]. Monografia ta jest bardzo interesująca i pełna ciekawych sugestii i uwag”.
W roku 1941 Polak opublikował w jerozolimskim kwartalniku „Zion” artykuł Konwersja Chazarów na judaizm. Do czasu tej publikacji Chazaria nie leżała w głównym nurcie jego zainteresowań, ani pod względem tematycznym ani pod względu obszaru geograficznego, na którym skupiał swe prace badawcze. Artykuł ten posłużył jako baza do bardziej pogłębionego zajęcia się tematem i w roku 1943 światło dzienne ujrzała książka Chazaria. Dzieje królestwa żydowskiego w Europie. Za książkę tę otrzymał na przełomie lat 1943/44 przyznawaną przez miasto Tel Awiw prestiżową nagrodę im. Chaima Nachmana Bialika w dziedzinie nauki. Przyznanie nagrody umotywowano znaczeniem książki „o ogromnej wartości historycznej”, przedstawiającej w nowym świetle mało znane, a ważne dla dziejów Żydów i Izraela zagadnienie Królestwa Chazarów.

### Służba wojskowa
15 października 1948 38-letni wówczas Abraham Polak został powołany do utworzonej kilka miesięcy wcześniej Armii Obrony Izraela. Swą służbę rozpoczął w Sekcji Kultury przy Sztabie Generalnym, przemianowanej niedługo potem na Departament Propagandy i Edukacji. W roku 1949 podpisał zobowiązanie do podjęcia służby zawodowej na okres jednego roku. Zobowiązanie to przedłużał potem corocznie przez kolejnych 10 lat, pełniąc funkcję „oficera propagandy pisemnej”, a od lipca 1957 „wyższego oficera sztabowego”. Służbę wojskową zakończył 31 maja 1959 w stopniu majora, a w jej trakcie został uhonorowany baretkami Wojny Wyzwoleńczej i Wojny Synajskiej.
W opiniach swych dowódców był charakteryzowany jako „człowiek wykształcony, pełen wiedzy o ogromnym zakresie” (1952), „człowiek wyjątkowy, o szczególnych zdolnościach i talentach” (1958), „człowiek pod wieloma względami nadzwyczajny, niemożliwy do opisania przy użyciu zwykłych pojęć, wyróżniający się pogłębionym intelektem i błyskotliwymi zdolnościami analitycznymi” (1959).
W czasie służby wojskowej Polak napisał i opublikował w wydawnictwach wojskowych wiele książek, takich jak, między innymi: Geopolityka Izraela i Bliskiego Wschodu (Tel Awiw 1950); Morski potencjał krajów arabskich (Hajfa 1950); Walka o drogę do Jerozolimy (Tel Awiw 1954); Gdy powstawało Państwo Izrael (Tel Awiw 1955) i Siły bezpieczeństwa autonomicznej Judei (Tel Awiw 1957). W roku 1955 otrzymał nagrodę im. Chaima Kugela w dziedzinie nauk judaistycznych, przyznawaną przez miasto Holon, za książkę Biblia hebrajska a ruchy socjalne wśród narodów.

### Praca naukowa na Uniwersytecie Telawiwskim i działalność międzynarodowa
Jeszcze w trakcie służby wojskowej, w sierpniu 1955, dr Polak został wykładowcą w Akademickim Instytucie Kultury Izraela i Nauk Humanistycznych w Tel Awiwie, a rok później, gdy Instytut stał się zalążkiem Wydziału Nauk Humanistycznych powstającego właśnie Uniwersytetu w Tel Awiwie, został pracownikiem naukowym tej prestiżowej uczelni. Od roku 1961 do stycznia 1966 Abraham Polak, jako profesor historii średniowiecznej, kierował stworzoną przez siebie Katedrą Studiów Bliskiego Wschodu i Afryki, a następnie wykładał w Katedrze Krajów Rozwijających Się na Wydziale Nauk Społecznych Uniwersytetu Telawiwskiego, prowadząc jednocześnie pracę naukową. Zajmował się głównie badaniem dziejów Żydów i Arabów oraz innych narodów muzułmańskich i afrykańskich.
Profesor Abraham Polak uczestniczył w międzynarodowych kongresach historyków (Sztokholm 1960), orientalistów (Bruksela 1938, Moskwa 1960, Nowe Delhi 1964), w zgromadzeniu Parlamentu Religii Świata (Kalkuta 1964) i w kolejnych światowych kongresach nauk judaistycznych (Jerozolima 1947, 1957, 1961, 1965, 1969). Był także członkiem Międzynarodowego Instytutu Afrykańskiego z siedzibą w Londynie.
Abraham Nahum Polak nigdy nie założył własnej rodziny – nie ożenił się i nie miał dzieci. Zmarł nagle 5 marca 1970 w swym mieszkaniu w Tel Awiwie w wieku 59 lat, jako człowiek zupełnie samotny. Jego grób mieści się na cmentarzu w Holonie, w południowej części aglomeracji wielkiego Tel Awiwu.

## Polak a Chazaria
Profesor Polak znany jest głównie dzięki swej książce o dziejach Chazarii, pomimo że jego bogaty dorobek naukowy przed i po jej wydaniu dotyczy zupełnie innych dziedzin. Po wydaniu tej książki Polak odniósł się do Chazarii tylko jeden raz, w trakcie wykładu wygłoszonego już u schyłku życia na V Światowym Kongresie Nauk Judaistycznych w Jerozolimie w roku 1969.
Książka Chazaria. Dzieje królestwa żydowskiego w Europie była dziełem pionierskim nie tylko ze względu na całościowe ujęcie tematu Chazarii i Chazarów i stawianych w nim tez, ale przede wszystkim dzięki wykorzystaniu w nim po raz pierwszy bogatych materiałów na temat Chazarii ze źródeł muzułmańskich, najczęściej nieznanych wcześniej kręgom naukowym świata zachodniego, a odnajdowanym przez Abrahama Polaka przy studiowaniu pisanych w języku arabskim dzieł średniowiecznych kronikarzy i geografów arabskich, perskich, kurdyjskich i innych.
Polak przedstawił w swej książce także dwie kontrowersyjne tezy. Pierwsza mówi o niesemickim pochodzeniu większości wschodnioeuropejskich (w tym i polskich) Żydów, a druga widzi kolebkę języka jidysz nie w Niemczech, lecz na Krymie.
Książka spotkała się początkowo z przychylnym przyjęciem. Krytyk literacki gazety „HaMaszkif” stwierdzał:
„Instytut im. Bialika wydał ważną książkę o Chazarii. Poświęcona jest kwestii, o której wszyscy wiedzą, że miała rozstrzygające znaczenie dla ukształtowania postaci polskiego i wschodnioeuropejskiego żydostwa, ale bardzo niewielu usiłowało zebrać nieliczne źródła, które pozostały, zgłębiać je latami, aż z mgły legend i zafałszowań wyłoni się prawdziwe oblicze Królestwa Chazarii. Dr Polak stworzył rzecz poważną i dogłębną. Sama książka i załączona do niej bibliografia dowodzą, ile trudu zostało włożone tu przez autora, który nie pominął nawet najdrobniejszego źródła. Z rzadkim wyczuciem historycznym potrafił on znaleźć kryteria, by odróżnić prawdę od kłamstwa, legendę od źródła, tradycję od przypowiastki ludowej”.
W „The Palestine Post” napisano:
„To pierwsza próba w jakimkolwiek języku przedstawienia dziejów królestwa Chazarów […]. Systematyczne badanie oryginalnych źródeł umożliwiło autorowi ustalenie daty upadku Chazarii na rok 1239 i nawet udowodnienie faktu, że do tego czasu Chazaria była potężnym i niezależnym państwem”.
Dwaj czołowi historycy owego czasu zajmujący się dziejami Żydów, Aw Szalom Baron i Ben-Cijjon Dinur, zaakceptowali zasadniczo tezy Polaka. Baron oświadczył, że „z Chazarii Żydzi zaczęli przedostawać się na bezkresne wschodnioeuropejskie stepy. Wędrówka ta trwała zarówno w okresie rozkwitu Chazarii, jak i w jej okresie schyłkowym”. Dinur nie zawahał się potwierdzić, że Chazaria była „nacją diaspor, nacją jednej z wielkich diaspor, diaspory Izraela na Rusi, Litwie i w Polsce”.
Jednak w tym samym czasie nowatorskie tezy przedstawione przez Polaka w jego książce spotkały się z krytyką w różnych kręgach ze względu na konsekwencje jakie mogły one mieć dla prawa Żydów do ziemi Izraela. Już w roku 1944 Aharon Ze’ew Eszkol konstatował: „Nie wiem jakie zadowolenie i honor znajduje on w przypisywaniu nam pochodzenia bardziej turecko-mongolskiego niż żydowskiego”.
Książka Chazaria. Dzieje królestwa żydowskiego w Europie została wydana w języku hebrajskim tylko trzykrotnie – w roku 1943, w roku 1944 (wydanie poprawione) i w roku 1951, uzupełniona o aneks poświęcony pochodzeniu języka jidysz.
Z czasem profesor Polak został wyparty ze świadomości publicznej, a jego książka nie doczekała się kolejnych wznowień, pomimo że była cytowana w prawie każdej wydawanej na świecie pracy poświęconej Chazarii. O naukowcu i jego książce nie wspomina nawet 22-tomowa Encyclopaedia Judaica (Detroit 2007).
Pierwsze tłumaczenie Chazarii z hebrajskiego na inny język ukazało się dopiero w roku 2015. Jest to tłumaczenie na język polski, które w przedmowie tłumacza zawiera także pierwszą pełną biografię Abrahama Polaka oraz bibliografię jego książek i artykułów.

## Twórczość

### Książki
- Feudalism in Egypt, Syria, Palestine, and the Lebanon, 1250-1900, London 1939
- Toldot ha-jachasim ha-karkaim be-Micrajim, Suria we-Erec Israel be-sof jamej ha-bejnajim we-be-zman hadasz [Dzieje stosunków gruntowych w Egipcie, Syrii i w kraju Izraela u schyłku średniowiecza i w czasach nowożytnych], Jeruszalajim 1940 (praca doktorska)
- Kazarija. Toldot mamlacha jehudit be-Ejropa [Chazaria. Dzieje żydowskiego królestwa w Europie], Tel Awiw 1943
- Diwrej jamej ha-Arawim. Mi-szachar kijumam we-ad le-dorotejnu [Historia Arabów. Od zarania ich dziejów aż po nasze czasy], Jeruszalajim 1945
- Jehudej Polin be-Erec-Israel [Polscy Żydzi w kraju Izraela], w: Bejt Israel be-Polin, I. Halpern (red.), Jeruszalajim 1947
- Geopolitika szel Israel u-Mizrach ha-Tichon [Geopolityka Izraela i Bliskiego Wschodu], Tel Awiw 1950
- Ha-Tanach u-tnuot ha-socjaliot ba-amim [Biblia hebrajska a ruchy socjalne wśród narodów], Tel Awiw 1954
- Be-kum Medinat Israel [Gdy powstawało Państwo Izrael], Tel Awiw 1955
- Erec Israel be-jamej ha-szilton ha-Parsi [Kraj Izraela w czasach panowania perskiego], Tel Awiw 1956
- Jahadut Bawel [Żydzi Babilonii], Tel Awiw 1959
- Jahadut Sfarad [Żydzi Hiszpanii], Tel Awiw 1960

### Artykuły
- Tachat szilton ha-calbanim be-Erec Israel [Pod panowaniem krzyżowców w kraju Izraela], „Dawar” 1930
- Les révoltes populaires en Égypte á l’epoque des mamelouks et leurs causes économiques, „Revue des Études Islamiques” 1934
- La féodalité islamique, „Revue des Études Islamiques” 1936
- Some Notes on the Feudal System of the Mamluks, „The Journal of the Royal Asiatic Society of Great Britain and Ireland” 1937
- Jehudej ha-Mizrach ha-Tichon be-sof jamej ha-bejnajim (lefi mekorot arawiim) [Żydzi Bliskiego Wschodu w końcu średniowiecza (według źródeł arabskich)], „Zion” 1937
- Agrarian Problems in the Middle East, „Palestine and Middle East” 1938
- Classification of Lands in the Islamic Law and Its Technical Terms, „American Journal of Semitic Languages and Literatures” 1940
- Hitgajrut ha-Kozarim [Konwersja Chazarów na judaizm], „Zion” 1941
- The Influence of Chingiz-Khan’s Yasa upon the General Organization of the Mamluk State, „Bulletin of the School of Oriental Studies” 1942
- The Dead Sea Scrolls: A New Approach, „The Jewish Quarterly Review” 1958
- Ha-jesod ha-jehudi sze-be-arawiej Erec Israel [Pierwiastek żydowski u Arabów kraju Izraela], „Molad” 1965